# Guillaume Massieu
Guillaume Massieu (* 13. April 1665 in Caen; † 26. September 1722 in Paris) war ein französischer Jesuit, Altphilologe und Romanist.

## Leben und Werk
Massieu studierte bei den Jesuiten in Paris und unterrichtete in Rennes. Während eines theologischen Aufbaustudiums in Paris wurde er aus dem Jesuitenorden entlassen und nahm eine Stelle als Hauslehrer bei Louis de Sacy an. Mit Jacques de Tourreil (1656–1714) übersetzte er aus dem Altgriechischen und wurde 1710 Griechischprofessor am Collège royal (heute: Collège de France).
Massieu war Mitglied der Académie française (1714) und der Académie des inscriptions et belles-lettres (1711).
Massieu verfasste das Vorwort zur zweiten Auflage des Dictionnaire de l’Académie française (Paris 1718) und hinterließ (u. d. T. Histoire de la poésie) eine Geschichte der französischen Literatur vom Mittelalter bis zum frühen 16. Jahrhundert.

## Werke
- (Hrsg.) Jacques de Tourreil, Oeuvres, 4 Bde., Paris 1721
- Histoire de la poésie françoise. Avec une défense de la poésie, Paris 1739 (postum hrsg. von seinem Schüler de Sacy, Sohn; die Literaturgeschichte beginnt auf S. 63)
- (Übersetzer) Oeuvres de Lucien, 6 Bde., Paris 1781–1787 (Lukian von Samosata)